# 天然浄祐
天然 浄祐（てんねん じょうゆう、1442年（嘉吉2年） - 1506年（永正3年））は、室町時代の浄土宗及び浄土真宗の僧。

## 生涯
1442年（嘉吉2年）、周防国山口（現在の山口県山口市）で生まれる。初め、長門国長府（現在の山口県下関市）で禅宗を修めたが、上京して浄土宗を学び、周防、長門、豊前、豊後で布教した。1476年（文明8年）、豊後国大分郡高田庄別保村（現在の大分県大分市別保）の弟子に乞われ、同地に浄土宗鎮西派の専想寺を開いた（ただし、最澄によって創建された後、寂れていた寺を再興したという説もある）。
その後、1482年（文明14年）に上京し、蓮如に帰依して浄土真宗に改宗。1484年（文明16年）に豊後国に戻ると、専想寺を拠点として周防、長門、豊前、豊後で布教を行った。このため、専想寺は九州最古の浄土真宗の寺院とされる。1496年（明応5年）には、弟子を連れて再び京都を訪れ、蓮如から名号百幅を授かったという。
大分県大分市明野北に現存する天然塚は天然浄祐の墓で、その周囲は公園として整備されて天然塚公園となっている。